# Gérard Leymang
Gérard Leymang (* 9. Mai 1937, Lamap in der Nähe eines katholischen Missionszentrums auf der Insel Malekula in den Neuen Hebriden; † 29. April 2002 in Noumea) war ein katholischer Priester, Politiker und Journalist in Vanuatu. Er entstammte der frankophonen einheimischen Bevölkerungsgruppe der Neuen Hebriden und war eine der Hauptfiguren des politischen Lebens in der Übergangsphase zur Unabhängigkeit sowie 1979 kurzzeitig auch Premierminister. Er gilt als «grand défenseur de la francophonie» (Großer Verteidiger der Frankophonie).

## Leben
Leymang erhielt seine weiterführende Ausbildung in Neukaledonien und wurde 1962 als Priester ordiniert. Am Ende des Jahres 1960 erhielt er die Gelegenheit, Politikwissenschaften und Wirtschaft am Institut d'études supérieures catholiques in Lyon, Frankreich, zu studieren. 1970 kehrte er in die Neuen Hebriden zurück, die damals noch ein koloniales franko-britannisches Kondominium waren, wo sich aber bereits anti-koloniale Bewegungen gebildet hatten, hauptsächlich im anglophonen Bereich. Leymang ging in die Politik und widersprach den Nationalisten, die auf eine schnelle Unabhängigkeit drängten. Er argumentierte, dass die Kolonie noch nicht bereit sei. Als Abgeordneter der Union des communautés des Nouvelle-Hébrides (UCNH, moderate, konservative, frankophone Bewegung) plädierte er für eine graduelle Entwicklung der Kolonie, mit dem Ziel, sie auf eine Unabhängigkeit vorzubereiten. Er regte an, frankophone Kader zu bilden, um eine Dominierung des Landes durch die Anglophonen zu verhindern, die zugleich besser auf Regierungsaufgaben vorbereitet wären. Im Dezember 1978 wurde er von der Legislativ-Versammlung (Assemblée législative) zum Premierminister gewählt in Nachfolge von George Kalsakau. Er lud erfolgreich die anglophonen Nationalisten der Vanua’aku Pati („Partei unseres Landes“, Parti National) ein, die bis dahin die Assemblée Coloniale boykottiert hatten. Er begründete damit eine Regierung der nationalen Einheit (22 Dezember). Im August 1979 übernahm er die Präsidentschaft der Verfassungsgebenden Versammlung.
Die Vanua’aku Pati gewann die Wahlen im November 1979 und Leymang übergab die Führung der Regierung an Walter Hadye Lini, der das Land im folgenden Jahr in die Unabhängigkeit führte. Leymang, der den französischen Präsidenten Valéry Giscard d’Estaing beschuldigte, die Frankophonen „verraten“ zu haben, indem er eine zu schnelle Unabhängigwerdung zuließ, kämpfte gegen die nach seinem Verständnis kulturelle Unterdrückung der frankophonen Minderheit durch die Regierung von Lini. 1991 wurde die konservative frankophone Politikerin Maxime Carlot Korman als Premierministerin gewählt und Leymang wurde einer ihrer politischen Berater.